# C.S. Pacat
C.S. Pacat (...) è una scrittrice australiana, nota per la trilogia Captive Prince, pubblicata da Penguin Random House nel 2015.

## Biografia
Pacat è nata a Melbourne, Australia, e ha studiato all'Università di Melbourne. Ha vissuto in molte città tra cui Perugia, dove ha studiato all'Università di Perugia, e Tokyo, dove ha vissuto per cinque anni. Pacat ha scritto la sua trilogia Captive Prince mentre lavorava come traduttore e durante il suo periodo di formazione da geologo .

## Carriera letteraria
Il primo romanzo di Pacat, Captive Prince, è stato originariamente pubblicato in formato seriale online, dove ha attirato attenzione virale. Autopubblicato nel febbraio del 2013, Captive Prince è stato poi acquistato da Penguin Random House, e pubblicato commercialmente nell'aprile del 2015. Il sequel Prince's Gambit è stato pubblicato nel luglio del 2015, e il romanzo finale della trilogia, Kings Rising, è stato pubblicato nel febbraio del 2016.
La traduzione italiana della trilogia è stata annunciata dalla casa editrice Triskell Edizioni per l'estate 2017.
È anche autrice della graphic novel Fence (attualmente disponibile per l’acquisto in cartaceo con 6 volumi usciti in inglese e 2 in italiano.
A gennaio 2021 ha pubblicato il primo romanzo della sua nuova trilogia Dark Rise, un epic fantasy ambientato nella Londra del 1821.
Il 14 novembre 2023 è il uscito il secondo volume della trilogia di Dark Rise ovvero Dark Heir.

## Opere

### TrilogiaCaptive Prince
- Il Principe Prigioniero (luglio 2017, Triskell Edizioni)
- La Mossa Del Principe (febbraio 2018, Triskell Edizioni)
- L'Ascesa Dei Re (marzo 2018, Triskell Edizioni)

### RaccontiCaptive Prince
- Green But For A Season (20 settembre 2016)
- Fugace è l'innocenza (agosto 2019, Il palazzo d'estate e altre storie, Triskell Edizioni)
- The Summer Palace (5 gennaio 2017)
- Il palazzo d'estate (agosto 2019, Il palazzo d'estate e altre storie, Triskell Edizioni)
- The Adventures Of Charls, The Veretian Cloth Merchant (3 maggio 2017)
- Le avventure di Charles, il mercante di stoffe veretiano (agosto 2019, Il palazzo d'estate e altre storie, Triskell Edizioni)
- Pet (6 gennaio 2018)
- Il prediletto (agosto 2019, Il palazzo d'estate e altre storie, Triskell Edizioni)
- ”the training of Erasmus”
- ”resa”

Gli ultimi due racconti sono disponibili gratuitamente in italiano sul sito della triskelle edizioni

### TrilogiaDark Rise
- ”Dark Rise” Gennaio 2021
- ”Dark Heir” Novembre 2023